# 堅活站
堅活站是一座多倫多地鐵布魯亞－丹佛線車站，坐落加拿大安大略省多倫多堅活路（Greenwood Avenue）和丹佛路（Danforth Avenue）的交界處附近，鄰近堅活地鐵車廠，於1966年2月26日聯同該地鐵線的首期路段一起開幕。多倫多公車局（TTC）旗下的31號堅活巴士線駛經此站。

## 外部連結
- 维基共享资源上的相關多媒體資源：堅活站
- （英文）TTC Greenwood Station （页面存档备份，存于）－多倫多公車局網站 堅活站頁面